# Samandarin
Le samandarin est une toxine stéroïde alcaloïde (neurotoxine), produite par des glandes spécialisées situées dans la peau des salamandres.

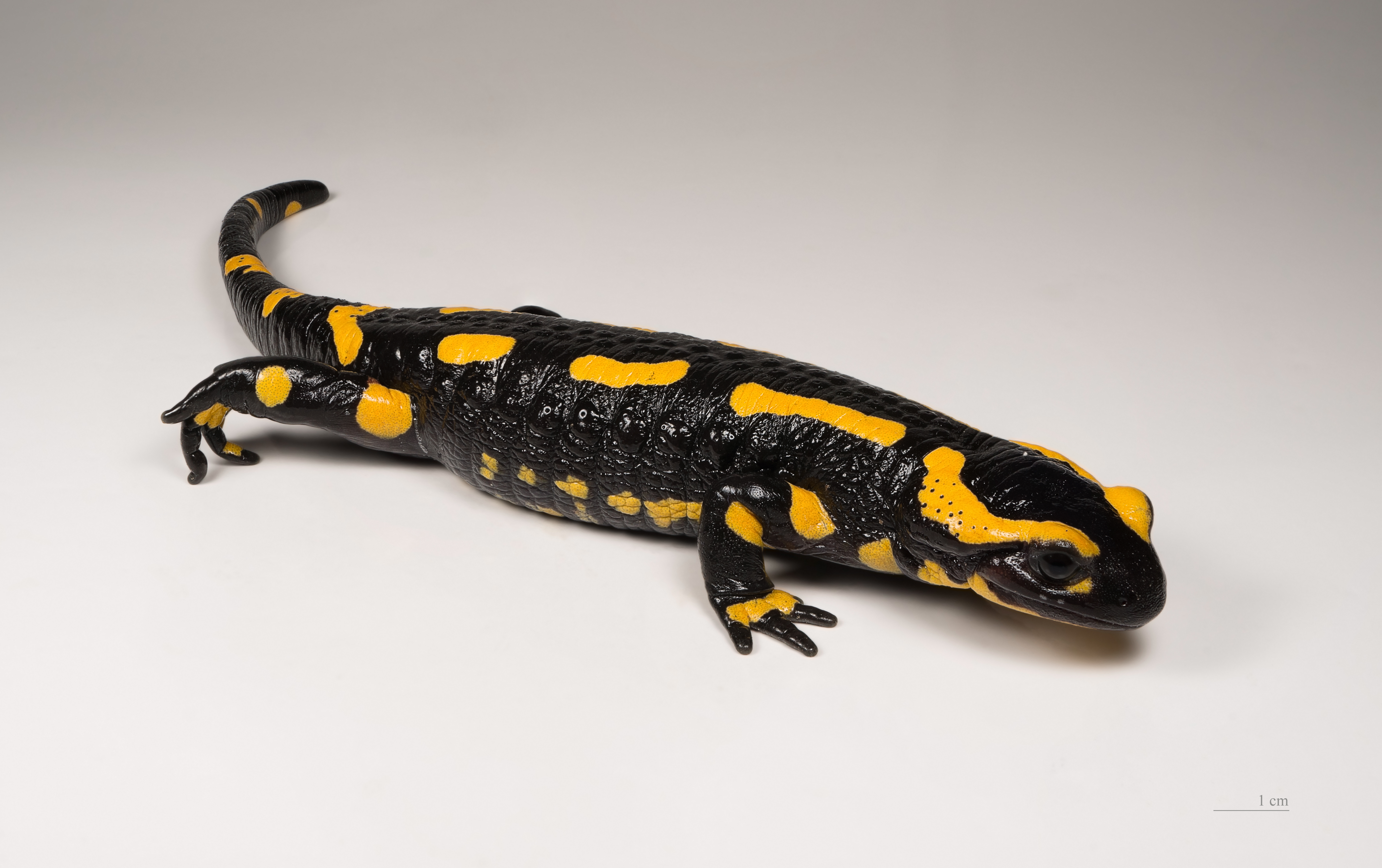
Salamandre (Salamandra salamandra).

Il y a au moins deux autres molécules toxiques (samandaridin (C21H31NO) et samanderon (C22H31NO2)) identifiées dans le mucus de salamandres.
Le samandarin ne passe a priori pas à travers la peau saine d'un adulte, mais peut affecter l'organisme via les muqueuses ou les yeux ou en pénétrant par des blessures.
Les personnes sensibles éprouvent une légère brûlure (sur la peau), avec parfois des nausées, des troubles respiratoires et des vomissements, ainsi que des larmoiements. Il s'agit souvent d'enfants qui ont porté leurs doigts à la bouche ou se sont frotté les yeux après avoir touché une salamandre[réf. nécessaire].
Un chiot ou un chat inexpérimenté recrache rapidement une salamandre qu'il aurait tenté de manger ou mordre, avec des troubles comme la contraction involontaire des muscles des mâchoires, la rigidité du cou et/ou une forte production de salive, et dans certains cas isolés la mort.
Les salamandres, comme beaucoup d'autres animaux protégés par des couleurs annonçant leur toxicité, se déplacent lentement et se font fréquemment écraser en traversant les routes.
Il est probable qu'outre une protection contre les prédateurs, les sécrétions cutanées de la salamandre la protègent contre les infections bactériennes et fongiques externes.